# El Carmen, Pinos
El Carmen är en ort i Mexiko.   Den ligger i kommunen Pinos och delstaten Zacatecas, i den centrala delen av landet, 400 km nordväst om huvudstaden Mexico City. El Carmen ligger 2 249 meter över havet och antalet invånare är 418.
Terrängen runt El Carmen är platt norrut, men söderut är den kuperad. Runt El Carmen är det ganska glesbefolkat, med 21 invånare per kvadratkilometer. Närmaste större samhälle är El Nigromante, 7,0 km sydost om El Carmen. Omgivningarna runt El Carmen är i huvudsak ett öppet busklandskap.